# Reginbald Perckmayr
Reginbald Perckmayr (* um 1679; † 18. September 1742 in Augsburg) war ein deutscher Benediktiner und Theologe.
Perckmayr entstammte dem Benediktinerinnenkloster Augsburg, wo er zunächst als Professor Philosophie lehrte. Später wurde er Subprior seines Klosters.
In deutscher Sprache veröffentlichte er Werke über Das Sakrament der Buße und des Altars (1725) und über die Ablässe. 1731 erschien ein Dreifacher katholischer Katechismus, 1732 die Schrift Christus am Kreuz und Sebastianus am Marterbaum, sowie 1737 das dreibändige Geschicht- und Predigt-Buch.
Ferner sammelte Perckmayr Material für das Predigtenbuch Polyanthea amplissima, das zehn bis zwölf Bände umfassen sollte, sowie für ein Werk über alle Ordensgemeinschaften. Beide Werke erschienen jedoch nicht.